# チャドウィック・ボーズマン
チャドウィック・ボーズマン（Chadwick Boseman, 1976年11月29日 - 2020年8月28日）は、アメリカ合衆国の俳優、劇作家、脚本家。
アメリカにおける映画の歴代興行収入で最高4位を記録した『ブラックパンサー』で主演を務め、全米映画俳優組合賞のキャスト賞などを受賞した。

## 経歴
サウスカロライナ州アンダーソンのブルーリッジ山脈で共にアフリカ系アメリカ人である看護師の母親と家具会社を営む父親の間に生まれた 。T.L. Hanna High Schoolで高校生活を送り、文武両道で特に議論やスピーチに優れていて運動（特にバスケットボール）も際立っていた。
高校卒業後、ハワード大学へ進学し、2000年に美術の学士を取得して卒業した。また、同時にオックスフォードのBritish American Drama Academyで演技を学び卒業。このとき、俳優のデンゼル・ワシントンが交換留学費を提供した。
大学やアカデミー卒業後、いくつかの舞台に出演し、2002年にはオーデルコ賞を受賞している。その後、舞台や短編映画の監督も担っている。
2003年に『サード・ウォッチ』でテレビドラマ初出演。2008年に『エクスプレス/負けざる男たち』で長編映画初出演。

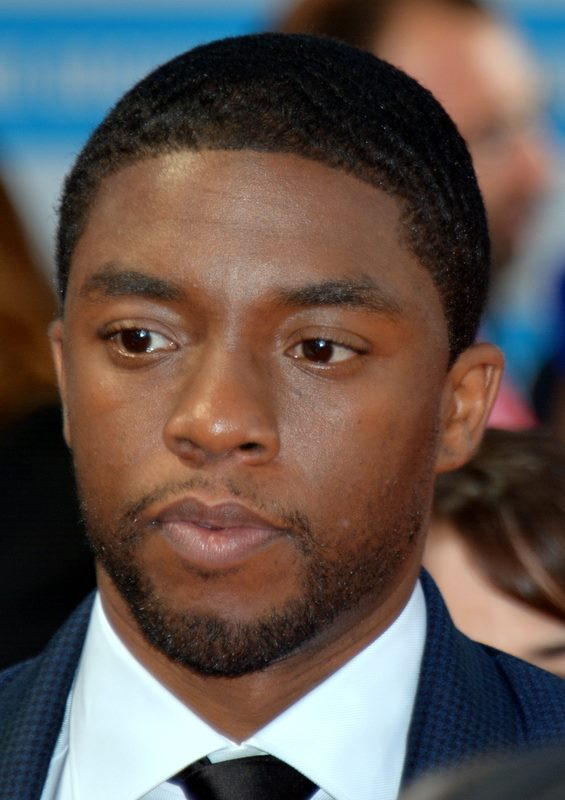
2014年

2013年、映画『42 〜世界を変えた男〜』のジャッキー・ロビンソン役で主演を務めた。この役を勝ち取るオーディションを受けた当時、演技は諦めて監督業を追求しようとしていたが、この映画でムービースターに躍進。ジャッキー・ロビンソンの妻レイチェル・ロビンソンにも演技を絶賛された。
2018年に映画『ブラックパンサー』で主演を務めた。この映画は、「マーベル・スタジオ史上最高傑作」の呼び声も高く、アカデミー賞の3冠を含む全米の各映画賞で数多くの受賞をし、全米映画歴代興行収入で4位につけるほどの絶賛を浴びた。自身も全米映画俳優組合賞やMTVムービー・アワードで受賞し、この年のタイム100に選出された。また、世界歴代興行収入2位の『アベンジャーズ/エンドゲーム』にも出演している。

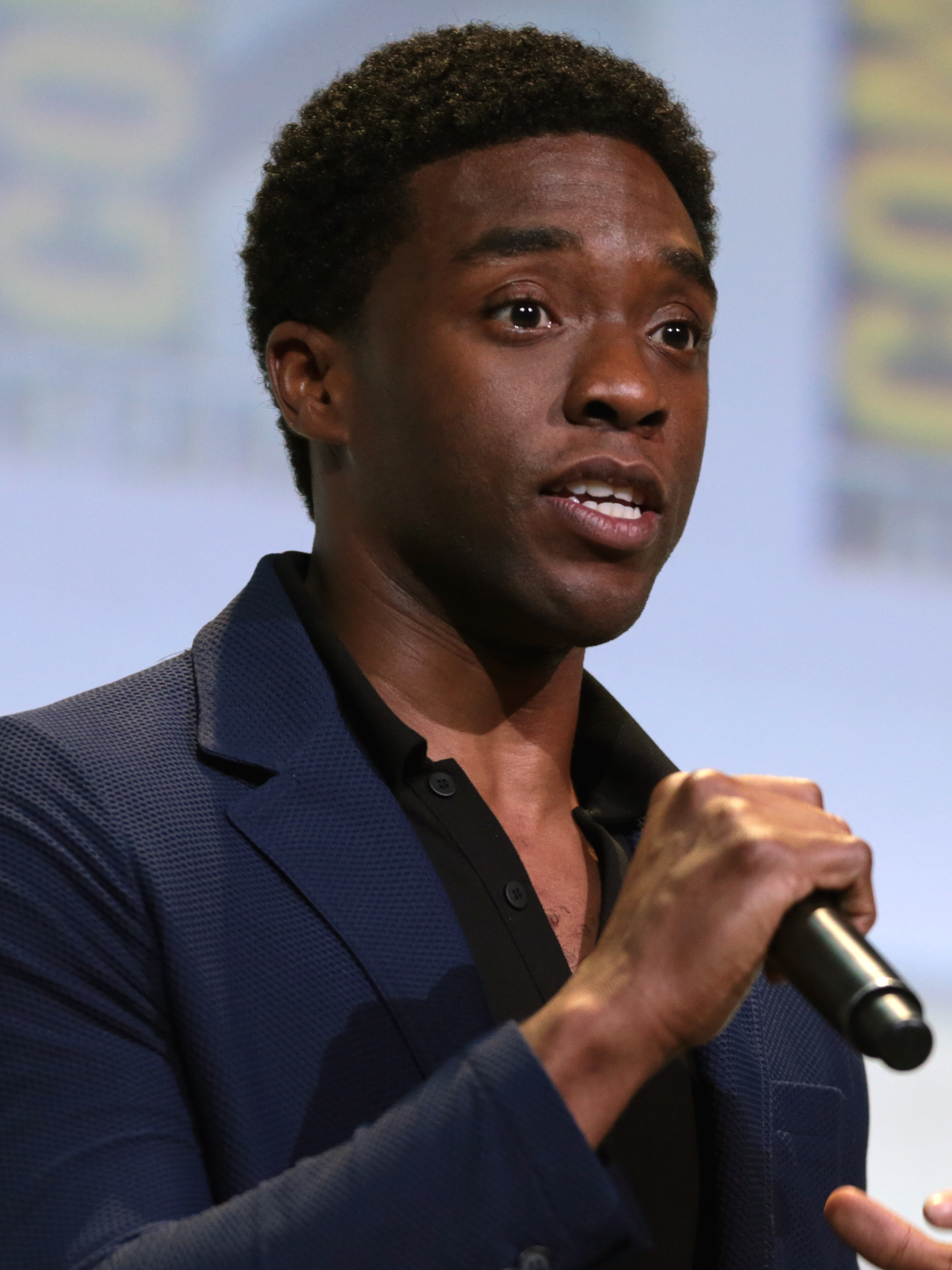
2016年

2016年、ステージ3の大腸癌（結腸癌）と診断される。ごく少数の人物にしか病状は明かさず、仕事を続けながら闘病生活に入った。しかし、年を追って悪化しステージ4へと進行した。
2020年8月28日、ロサンゼルスの自宅で家族に見守られる中で亡くなった。43歳没。奇しくもこの日は、メジャーリーグ全球団が『42 〜世界を変えた男〜』でチャドウィックが演じたジャッキー・ロビンソンの功績を讃え全選手、コーチが永久欠番の42を着けてプレーするジャッキー・ロビンソン・デーであり、新型コロナウイルス感染症 (2019年)による関係で例年の4月15日ではなく8月28日に振り替えられていた。
遺族によると、2017年の『マーシャル 法廷を変えた男』から2020年6月にNetflixで公開された『ザ・ファイブ・ブラッズ』に至るまで、手術・化学療法の合間に撮影されたものだという。2015年より歌手のテイラー・シモーネ・レッドワードと交際しており、2019年10月ごろ婚約、死の数ヵ月前に秘密裏に結婚をしていた。

## フィルモグラフィー

### 映画
| 年   | 邦題 原題                                                              | 役名                            | 備考 | 吹き替え     |
| ---- | ---------------------------------------------------------------------- | ------------------------------- | --- | ------------ |
| 2008 | エクスプレス/負けざる男たち The Express                                | フロイド・リトル                | 日本劇場未公開 | 不明         |
| 2012 | The Kill Hole                                                          | サミュエル・ドレイク中尉        | | N/A          |
| 2013 | 42 〜世界を変えた男〜 42                                               | ジャッキー・ロビンソン          | | 三宅健太     |
| 2014 | ドラフト・デイ Draft Day                                               | ヴォンテ・マック                | | 田村真       |
| 2014 | ジェームス・ブラウン 最高の魂を持つ男 Get on Up                        | ジェームス・ブラウン            | | 高木渉       |
| 2016 | キング・オブ・エジプト Gods of Egypt                                   | トト                            | | 中井和哉     |
| 2016 | シビル・ウォー/キャプテン・アメリカ Captain America: Civil War         | ティ・チャラ / ブラックパンサー | | 田村真       |
| 2016 | キングのメッセージ Message from the King                               | ジェイコブ・キング              | 兼製作総指揮 日本劇場未公開 | 飯島肇       |
| 2017 | マーシャル 法廷を変えた男 Marshall                                     | サーグッド・マーシャル          | 兼共同製作 日本劇場未公開 | 田村真       |
| 2018 | ブラックパンサー Black Panther                                         | ティ・チャラ / ブラックパンサー | | 田村真       |
| 2018 | アベンジャーズ/インフィニティ・ウォー Avengers: Infinity War           | ティ・チャラ / ブラックパンサー | | 田村真       |
| 2019 | アベンジャーズ/エンドゲーム Avengers: End Game                         | ティ・チャラ / ブラックパンサー | | 田村真       |
| 2019 | 21ブリッジ 21 Bridges                                                  | アンドレ・デイビス              | 兼製作 | 田村真       |
| 2020 | ザ・ファイブ・ブラッズ Da 5 Bloods                                     | ノーマン                        | Netflixオリジナル映画 ニューヨーク映画批評家協会賞助演男優賞受賞 全米映画俳優組合賞助演男優賞ノミネート 放送映画批評家協会賞助演男優賞ノミネート                                                                                       | 田村真       |
| 2020 | マ・レイニーのブラックボトム Ma Rainey's Black Bottom                  | レヴィー                        | Netflixオリジナル映画 死後に公開 ゴールデングローブ賞主演男優賞 (ドラマ部門)受賞 全米映画俳優組合賞主演男優賞受賞 ロサンゼルス映画批評家協会賞主演男優賞受賞 アカデミー賞主演男優賞ノミネート 放送映画批評家協会賞主演男優賞ノミネート | 佐藤せつじ   |
| 2022 | ブラックパンサー/ワカンダ・フォーエバー Black Panther: Wakanda Forever | ティ・チャラ / ブラックパンサー | アーカイブ映像 死後に公開 | （台詞なし） |

### テレビ
| 年        | 邦題 原題                                              | 役名                                                          | 備考                                   | 吹き替え           |
| --------- | ------------------------------------------------------ | ------------------------------------------------------------- | -------------------------------------- | ------------------ |
| 2003      | オール・マイ・チルドレン All My Children               | レジー・ポーター・モンゴメリー                                | 途中降板                               |                    |
| 2003      | サード・ウォッチ Third Watch                           | デヴィッド・ウェハ                                            | 第5シーズン第4話「招かれざる客」       |                    |
| 2004      | ロー&オーダー Law & Order                              | フォスター・キーズ                                            | 第14シーズン第16話「狙われた証人」     |                    |
| 2006      | CSI:ニューヨーク CSI: NY                               | ロンド                                                        | 第2シーズン第23話「勇気ある者」        |                    |
| 2008      | ER緊急救命室 ER                                        | デレク・テイラー                                              | 第15シーズン第6話「兄が残したもの」    | 川野剛稔           |
| 2008      | コールドケース 迷宮事件簿 Cold Case                    | デクスター・コリンズ                                          | 第6シーズン第10話「選挙」              | 福田賢二           |
| 2008-2009 | Lincoln Heights                                        | ナサニエル・“ネイト”・レイ                                    | 計9話出演                              | N/A                |
| 2009      | ライ・トゥ・ミー 嘘は真実を語る Lie to Me              | ケイブ・マクニール                                            | 第2シーズン第2話「運命の歯車」         | 不明               |
| 2010      | Persons Unknown 〜そして彼らは囚われた Persons Unknown | グラハム・マクネア                                            | 計13話出演                             |                    |
| 2010      | ザ・グレイズ 〜フロリダ殺人事件簿 The Glades           | マイケル・リッチモンド                                        | 第1シーズン第9話「セミノール族の誇り」 |                    |
| 2011      | キャッスル 〜ミステリー作家は事件がお好き Castle       | チャールズ・“チャック”・ラッセル                              | 第3シーズン第12話「殺人マジック」      | 不明               |
| 2011      | FRINGE/フリンジ Fringe                                 | マーク・リトル / キャメロン・ジェームズ                       | 第4シーズン第4話「被験者9番」          | 不明               |
| 2011      | デトロイト 1-8-7 Detroit 1-8-7                         | トミー・ウェスティン                                          | 第14話「砕かれた夢/手紙は語る」        | （吹き替え版なし） |
| 2011      | JUSTIFIED 俺の正義 Justified                           | ラルフ・“フレックス”・ビーマン                                | 第2シーズン第4話「家族の傷跡」         |                    |
| 2018      | サタデー・ナイト・ライブ Saturday Night Live           | 本人                                                          | 「Chadwick Boseman/Cardi B」           | N/A                |
| 2021      | ホワット・イフ...? What If...?                         | ティ・チャラ / スター・ロード ティ・チャラ / ブラックパンサー | 計4話声の出演 死後に公開               | 田村真             |

## 日本語吹き替え
『ドラフト・デイ』以降、ボーズマンが亡くなるまで大半の作品で田村真が担当していた。